# Ludwigia sedoides
Ludwigia sedoides är en dunörtsväxtart som först beskrevs av Alexander von Humboldt och Bonpl., och fick sitt nu gällande namn av Kanesuke Hara. Ludwigia sedoides ingår i släktet ludwigior, och familjen dunörtsväxter. Inga underarter finns listade i Catalogue of Life.